# سيسيل سميث (متزلج فني)
سيسيل سميث (بالإنجليزية: Cecil Smith)‏ (و. 1908 – 1997 م) هي متزلجة فنية كندية، ولدت في تورونتو، شاركت في الألعاب الأولمبية الشتوية 1928، والألعاب الأولمبية الشتوية 1924، توفيت عن عمر يناهز 89 عاماً.

## روابط خارجية
- سيسيل سميث على موقع أوليمبيديا (الإنجليزية)